# Nolella hampsoni
Nolella hampsoni är en mossdjursart som beskrevs av Jean-Loup d'Hondt och Hayward 1981. Nolella hampsoni ingår i släktet Nolella och familjen Nolellidae. Inga underarter finns listade i Catalogue of Life.